# Championnat d'Asie de rugby à XV 2018
Navigation
Tournoi 2017 Tournoi 2019
Le championnat d'Asie de rugby à XV 2018 est la quatrième édition du championnat d'Asie de rugby à XV, compétition annuelle de rugby à XV qui voit s'affronter les nations membres de Asia Rugby. Les pays participants sont répartis en cinq divisions continentales et un système de promotions et de relégations existe entre les différentes divisions continentales.

## Participants
| Top 3 - Hong Kong - Corée du Sud - Malaisie | Division 1 - Philippines - Singapour | Division 2 - Inde - Taipei chinois - Thaïlande |

| Division 3 Ouest - Iran - Qatar - Liban - Jordanie | Division 3 Central - Pakistan - Kirghizistan - Kazakhstan - Mongolie | Division 3 Est - Chine - Brunei - Guam |

### Top 3

#### Classement
| Rang | Nation       | J | V | N | D | Bo | Bd | Pm  | Pe  | Diff | Pts |
| ---- | ------------ | - | - | - | - | -- | -- | --- | --- | ---- | --- |
| 1    | Hong Kong    | 4 | 4 | 0 | 0 | 3  | 0  | 227 | 44  | +183 | 19  |
| 2    | Corée du Sud | 4 | 2 | 0 | 2 | 0  | 2  | 128 | 91  | +37  | 10  |
| 3    | Malaisie     | 4 | 0 | 0 | 4 | 0  | 0  | 40  | 260 | -220 | 0   |

|  | Vainqueur du tournoi (no 1). |

#### Résultats
| 28 avril 2018 16h30 GET (UTC+08:00) | Malaisie | 10 - 35 (0 - 21) | Corée du Sud | Stade national Bukit Jalil, Kuala Lumpur Arbitre : Tim Baker |
| 28 avril 2018 16h30 GET (UTC+08:00) | Essai(s) : 1 Timoci Vunimoku 60e Transformation(s) : 1/1 Mohamad Syarif Saiful Aazwan Bin Sudin 61e Pénalité(s) : 1 Mohamad Syarif Saiful Aazwan Bin Sudin 66e |                  | Essai(s) : 4 Jeong Min Jang 9e Youn Hyung Oh 24e Jeong Min Jang 49e Kwang Sik Kim 80e+1 Transformation(s) : 3/4 Youn Hyung Oh 25e, 50e, 80e+1 Pénalité(s) : 3 Youn Hyung Oh 5e, 21e, 37e | Stade national Bukit Jalil, Kuala Lumpur Arbitre : Tim Baker |
| 28 avril 2018 16h30 GET (UTC+08:00) | |                  | | Stade national Bukit Jalil, Kuala Lumpur Arbitre : Tim Baker |

| 5 mai 2018 16h30 GET (UTC+08:00) | Malaisie                                                                                        | 8 - 67 (0 - 21) | Hong Kong | Stade national Bukit Jalil, Kuala Lumpur Arbitre : Shuhei Kubo |
| 5 mai 2018 16h30 GET (UTC+08:00) | Essai(s) : 1 Etonia Vaqa Saukuru 35e Pénalité(s) : 1 Mohamad Syarif Saiful Aazwan Bin Sudin 76e |                 | Essai(s) : 10 Thomas Lamboley 15e, 28e Jack Neville 32e Liam Slatem 39e Salom Yiu Kam Shing 43e Salom Yiu Kam Shing 48e Jamie Pincott 51e Conor Hartley 60e Jack Parfitt 67e Robert Keith 69e Transformation(s) : 7/10 Matthew Rosslee 32e, 40e+1, 44e, 52e, 62e, 68e, 70e Pénalité(s) : 3 Youn Hyung Oh 5e, 21e, 37e | Stade national Bukit Jalil, Kuala Lumpur Arbitre : Shuhei Kubo |
| 5 mai 2018 16h30 GET (UTC+08:00) |                                                                                                 |                 | | Stade national Bukit Jalil, Kuala Lumpur Arbitre : Shuhei Kubo |

### Division 1

#### Classement
| Rang | Nation      | J | V | N | D | Bo | Bd | Pm | Pe | Diff | Pts |
| ---- | ----------- | - | - | - | - | -- | -- | -- | -- | ---- | --- |
| 1    | Philippines | 2 | 2 | 0 | 0 | 2  | 0  | 70 | 36 | +34  | 10  |
| 2    | Singapour   | 2 | 0 | 0 | 2 | 0  | 0  | 36 | 70 | -34  | 0   |

|  | Vainqueur du tournoi (no 1). |

#### Résultats
| 23 juin 2018 | Philippines | 32 - 24 | Singapour | Southern Plains Stadium, Manille |
| 23 juin 2018 |             |         |           | Southern Plains Stadium, Manille |
| 23 juin 2018 |             |         |           | Southern Plains Stadium, Manille |

| 26 juin 2018 | Singapour | 12 - 38 | Philippines | Southern Plains Stadium, Manille |
| 26 juin 2018 |           |         |             | Southern Plains Stadium, Manille |
| 26 juin 2018 |           |         |             | Southern Plains Stadium, Manille |

### Division 2

#### Classement
| Rang | Nation         | J | V | N | D | Bo | Bd | Pm | Pe | Diff | Pts |
| ---- | -------------- | - | - | - | - | -- | -- | -- | -- | ---- | --- |
| 1    | Taipei chinois | 2 | 2 | 0 | 0 | 2  | 0  | 72 | 26 | +46  | 10  |
| 2    | Thaïlande      | 2 | 1 | 0 | 1 | 0  | 1  | 39 | 40 | -1   | 5   |
| 3    | Inde           | 2 | 0 | 0 | 2 | 0  | 1  | 17 | 62 | -45  | 1   |

|  | Vainqueur du tournoi (no 1). |

#### Résultats
| Première journée 20 mai 2018 | Thaïlande | 18 - 12 | Inde | Nong Prue Stadium, Pattaya |
| Première journée 20 mai 2018 |           |         |      | Nong Prue Stadium, Pattaya |
| Première journée 20 mai 2018 |           |         |      | Nong Prue Stadium, Pattaya |

| Deuxième journée 23 mai 2018 | Inde | 5 - 44 | Taipei chinois | Nong Prue Stadium, Pattaya |
| Deuxième journée 23 mai 2018 |      |        |                | Nong Prue Stadium, Pattaya |
| Deuxième journée 23 mai 2018 |      |        |                | Nong Prue Stadium, Pattaya |

| Troisième journée 26 mai 2018 | Taipei chinois | 28 - 21 | Thaïlande | Nong Prue Stadium, Pattaya |
| Troisième journée 26 mai 2018 |                |         |           | Nong Prue Stadium, Pattaya |
| Troisième journée 26 mai 2018 |                |         |           | Nong Prue Stadium, Pattaya |

### Division 3 Ouest

#### Résultats
Résultats :
|  | Demi-finales                                                    | Demi-finales                                                    |                        |    | Finale                                                          | Finale                                                          |
|  | Demi-finales                                                    | Demi-finales                                                    |                        |    | Finale                                                          | Finale                                                          |
|  |                                                                 |                                                                 |                        |    |                                                                 |                                                                 |
|  | le 24 avril à 15h30 (UTC+03:00), Fouad Chehab Stadium, Beyrouth | le 24 avril à 15h30 (UTC+03:00), Fouad Chehab Stadium, Beyrouth |                        |    | le 27 avril à 17h00 (UTC+03:00), Fouad Chehab Stadium, Beyrouth | le 27 avril à 17h00 (UTC+03:00), Fouad Chehab Stadium, Beyrouth |
|  | le 24 avril à 15h30 (UTC+03:00), Fouad Chehab Stadium, Beyrouth | le 24 avril à 15h30 (UTC+03:00), Fouad Chehab Stadium, Beyrouth |                        |    | le 27 avril à 17h00 (UTC+03:00), Fouad Chehab Stadium, Beyrouth | le 27 avril à 17h00 (UTC+03:00), Fouad Chehab Stadium, Beyrouth |
|  | Iran                                                            | 17                                                              |                        |    | le 27 avril à 17h00 (UTC+03:00), Fouad Chehab Stadium, Beyrouth | le 27 avril à 17h00 (UTC+03:00), Fouad Chehab Stadium, Beyrouth |
|  | Iran                                                            | 17                                                              |                        |    | le 27 avril à 17h00 (UTC+03:00), Fouad Chehab Stadium, Beyrouth | le 27 avril à 17h00 (UTC+03:00), Fouad Chehab Stadium, Beyrouth |
|  | Qatar                                                           | 8                                                               |                        |    | le 27 avril à 17h00 (UTC+03:00), Fouad Chehab Stadium, Beyrouth | le 27 avril à 17h00 (UTC+03:00), Fouad Chehab Stadium, Beyrouth |
|  | Qatar                                                           | 8                                                               | Iran                   | 17 |                                                                 |                                                                 |
|  | le 24 avril à 18:30 (UTC+3), Fouad Chehab Stadium, Beyrouth     |                                                                 | Iran                   | 17 |                                                                 |                                                                 |
|  |                                                                 | Liban                                                           | 29                     |    |                                                                 |                                                                 |
|  | Liban                                                           | Liban                                                           | 29                     | 62 |                                                                 |                                                                 |
|  | Liban                                                           |                                                                 |                        | 62 |                                                                 |                                                                 |
|  | Jordanie                                                        | 3                                                               |                        |    |                                                                 |                                                                 |
|  | Jordanie                                                        | 3                                                               | Match pour la 3e place |    |                                                                 |                                                                 |
|  |                                                                 |                                                                 |                        |    |                                                                 |                                                                 |
|  | le 27 avril à 14h00 (UTC+03:00) Fouad Chehab Stadium, Beyrouth  |                                                                 |                        |    |                                                                 |                                                                 |
|  |                                                                 |                                                                 |                        |    |                                                                 |                                                                 |
|  | Qatar                                                           | 25                                                              |                        |    |                                                                 |                                                                 |
|  | Qatar                                                           | 25                                                              |                        |    |                                                                 |                                                                 |
|  | Jordanie                                                        | 11                                                              |                        |    |                                                                 |                                                                 |
|  | Jordanie                                                        | 11                                                              |                        |    |                                                                 |                                                                 |

### Division 3 Central

#### Résultats
Résultats :
|  | Demi-finales                                                          | Demi-finales                                                      |          |    | Finale                                                                | Finale                                                                |
|  | Demi-finales                                                          | Demi-finales                                                      |          |    | Finale                                                                | Finale                                                                |
|  |                                                                       |                                                                   |          |    |                                                                       |                                                                       |
|  | le 16 mai à 14:30 (UTC+5), Stadium of the First President, Almaty     | le 16 mai à 14:30 (UTC+5), Stadium of the First President, Almaty |          |    | le 19 mai à 17h00 (UTC+05:00), Stadium of the First President, Almaty | le 19 mai à 17h00 (UTC+05:00), Stadium of the First President, Almaty |
|  | le 16 mai à 14:30 (UTC+5), Stadium of the First President, Almaty     | le 16 mai à 14:30 (UTC+5), Stadium of the First President, Almaty |          |    | le 19 mai à 17h00 (UTC+05:00), Stadium of the First President, Almaty | le 19 mai à 17h00 (UTC+05:00), Stadium of the First President, Almaty |
|  | Pakistan                                                              | 82                                                                |          |    | le 19 mai à 17h00 (UTC+05:00), Stadium of the First President, Almaty | le 19 mai à 17h00 (UTC+05:00), Stadium of the First President, Almaty |
|  | Pakistan                                                              | 82                                                                |          |    | le 19 mai à 17h00 (UTC+05:00), Stadium of the First President, Almaty | le 19 mai à 17h00 (UTC+05:00), Stadium of the First President, Almaty |
|  | Kirghizistan                                                          | 0                                                                 |          |    | le 19 mai à 17h00 (UTC+05:00), Stadium of the First President, Almaty | le 19 mai à 17h00 (UTC+05:00), Stadium of the First President, Almaty |
|  | Kirghizistan                                                          | 0                                                                 | Pakistan | 0  |                                                                       |                                                                       |
|  | le 16 mai à 17h00 (UTC+05:00), Stadium of the First President, Almaty |                                                                   | Pakistan | 0  |                                                                       |                                                                       |
|  |                                                                       | Kazakhstan                                                        | 48       |    |                                                                       |                                                                       |
|  | Kazakhstan                                                            | Kazakhstan                                                        | 48       | 55 |                                                                       |                                                                       |
|  | Kazakhstan                                                            |                                                                   |          | 55 |                                                                       |                                                                       |
|  | Mongolie                                                              | 6                                                                 |          |    |                                                                       |                                                                       |
|  | Mongolie                                                              | 6                                                                 |          |    |                                                                       |                                                                       |

### Division 3 Est

#### Classement
| Rang | Nation | J | V | N | D | Bo | Bd | Pm  | Pe  | Diff | Pts |
| ---- | ------ | - | - | - | - | -- | -- | --- | --- | ---- | --- |
| 1    | Guam   | 2 | 2 | 0 | 0 | 2  | 0  | 118 | 24  | +94  | 10  |
| 2    | Chine  | 2 | 1 | 0 | 1 | 1  | 0  | 51  | 70  | -19  | 5   |
| 2    | Brunei | 2 | 0 | 0 | 2 | 0  | 0  | 30  | 105 | -75  | 0   |

|  | Vainqueur du tournoi (no 1). |

#### Résultats
| 8 mai 2018 | Brunei | 12 - 66 | Guam | Belapan Stadium, Bandar Seri Begawan |
| 8 mai 2018 |        |         |      | Belapan Stadium, Bandar Seri Begawan |
| 8 mai 2018 |        |         |      | Belapan Stadium, Bandar Seri Begawan |

| 10 mai 2018 | Guam | 52 - 12 | Chine | Belapan Stadium, Bandar Seri Begawan |
| 10 mai 2018 |      |         |       | Belapan Stadium, Bandar Seri Begawan |
| 10 mai 2018 |      |         |       | Belapan Stadium, Bandar Seri Begawan |

| 12 mai 2018 | Brunei | 18 - 39 | Chine | Belapan Stadium, Bandar Seri Begawan |
| 12 mai 2018 |        |         |       | Belapan Stadium, Bandar Seri Begawan |
| 12 mai 2018 |        |         |       | Belapan Stadium, Bandar Seri Begawan |